# Untere Wümme (Osterholz)
Untere Wümme ist ein Naturschutzgebietes in den niedersächsischen Gemeinden Lilienthal und Ritterhude im Landkreis Osterholz.

## Allgemeines
Das Naturschutzgebiet mit dem Kennzeichen NSG LÜ 164 ist circa 198 Hektar groß. Es ist vollständig Bestandteil des FFH-Gebietes „Untere Wümmeniederung, untere Hammeniederung und Teufelsmoor“. Das Gebiet steht seit dem 16. Mai 1988 unter Naturschutz. Zuständige untere Naturschutzbehörde ist der Landkreis Osterholz.

## Beschreibung
Das Gebiet umfasst den Unterlauf der Wümme unterhalb von Lilienthal bis zum Zusammenfluss von Wümme und Hamme zwischen der Landesgrenze zu Bremen in der Flussmitte und dem Wümmedeich. Es schließt direkt an das gleichnamige Naturschutzgebiet auf bremischem Gebiet an und bildet mit diesem ein zusammenhängendes Schutzgebiet. Nördlich des Wümmedeichs liegt das St. Jürgensland, eine Feuchtwiesenlandschaft und ursprünglich Überschwemmungsgebiet der Wümme. Teile davon sind als Landschaftsschutzgebiet „Truper Blänken“ ausgewiesen. Im Osten schließt sich das Naturschutzgebiet „Untere Wörpe“ und das auf Bremer Gebiet liegende Naturschutzgebiet „Borgfelder Wümmewiesen“ an.
Der mäandrierende, gezeitenbeeinflusste Unterlauf der Wümme ist geprägt von weitläufigen Röhrichtgebieten und Weidenauwald sowie Süßwasserwatten. Er hat eine große Bedeutung als verbindendes Glied zwischen der flussaufwärts liegenden Fischerhuder und Borgfelder Wümmeniederung und der nordwestlich gelegenen Hammeniederung. Insgesamt zehn binnendeichs liegende, bei Deichbrüchen zwischen dem 14. und 18. Jahrhundert entstandene Kolke sind in das Naturschutzgebiet einbezogen.